# آمفوتریسین بی
آمفوتریسین بی (به انگلیسی: amphotericin B)
رده: ضد قارچ
اشکال دارویی: آمپول داخل وریدی

## موارد مصرف
عفونت قارچی مانند اسپورتریکوزیس، آسپرژیلوس، کاندیدیازیس، مننژیت کریپتوکوکی در افراد ضعف ایمنی، عفونت تک‌یاخته‌ای مانند لیشمانیاز احشایی
این دارو در شرایط متفاوت می تواند درمان مناسبی محسوب شود، مانند: عفونت های قارچی مرتبط با ایدز، بیماران سرطانی نوتروپنیک که تب مداوم دارند، عفونت های سیستم عصبی مرکزی، ریه، صفاق، دستگاه تناسلی، چشم وپوست. به تازگی اثر درمانی آن برای التهاب مثانه در اثر قارچ، پریتونیت (التهاب صفاق)، درماتوزیس، عفونت های چشمی و غیره نیز مورد پژوهش قرار گرفته است

## مکانیسم اثر
مانند سایر پلی‌انهای ضدقارچ با تشکیل پیوند با ارگوسترول در غشای سلول قارچ یک کانال غشایی ایجاد می‌کند که موجب نشت یونهای تک ظرفیتی مانند (K+, Na+, H+ and Cl−) از عرض غشا می‌شود. البته احتمالاً اثرات دیگری نیز دارد.
مکانیسم اثر آمفوتریسین B تا اندازه ای بخاطر اتصالش به استرول (ارگسترول) موجود در غشاء قارچ می باشد. پلی ان ها نفوذپذیری غشاء را تغییر می دهند که موجب نشت اجزاء سلول و در نتیجه مرگ آن می شود.